# Landkreis Langensalza

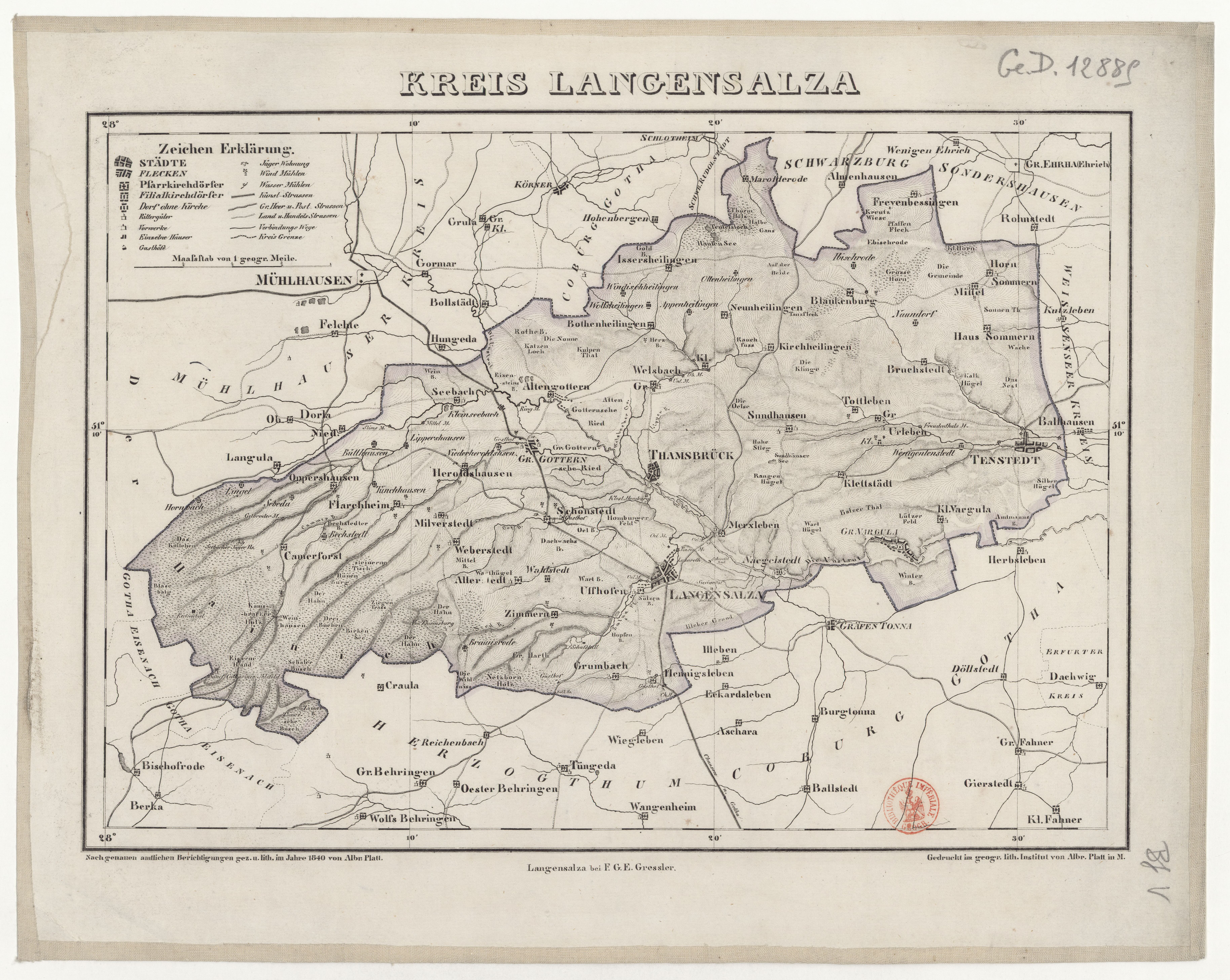
Der Kreis Langensalza im Jahr 1840

Der Landkreis Langensalza (bis 1945 Kreis Langensalza) war von 1816 bis 1945 ein Landkreis in der preußischen Provinz Sachsen und von 1945 bis 1950 im Land Thüringen der SBZ bzw. DDR. Der Kreissitz war in der Stadt Langensalza. Der Landkreis umfasste 1939 drei Städte und 38 Gemeinden.

## Verwaltungsgeschichte

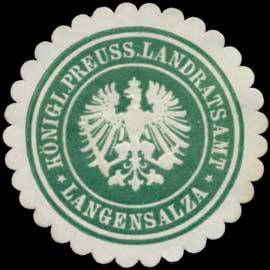
Siegelmarke des Königl. Preuss. Landratsamtes Langensalza

Im Rahmen der preußischen Verwaltungsreformen nach dem Wiener Kongress wurde zum 1. Oktober 1816 der Kreis Langensalza im Regierungsbezirk Erfurt der Provinz Sachsen eingerichtet. Das Landratsamt war in Langensalza. Der Kreis bestand aus dem ehemaligen kursächsischen Amt Langensalza ohne die Exklave Zaunröden. Im gleichen Monat noch traten die Gemeinden Bothenheilingen und Bruchstedt vom Fürstentum Schwarzburg-Sondershausen zu Preußen und zum Kreis Langensalza über. Seit dem 1. Juli 1867 gehörte der Kreis zum Norddeutschen Bund und ab dem 1. Januar 1871 zum Deutschen Reich. 1869 wechselten die Wüsten Marken Lingula, Sebeda und Hornbach vom Kreis Langensalza in den Kreis Mühlhausen i. Th.
Zum 30. September 1928 fand im Kreis Langensalza entsprechend der Entwicklung im übrigen Preußen eine Gebietsreform statt, bei der alle Gutsbezirke aufgelöst und benachbarten Landgemeinden zugeteilt wurden. Nach Auflösung der Provinz Sachsen zum 1. Juli 1944 gehörte der Kreis zwar weiter zum Land Preußen, war aber nunmehr – in Angleichung an die Reichsverteidigungsbezirke – der Verwaltung des Reichsstatthalters für Thüringen in Weimar unterstellt. Im Frühjahr 1945 wurde das Kreisgebiet zunächst durch die amerikanischen Streitkräfte besetzt und dann Teil des Landes Thüringen in der Sowjetischen Besatzungszone.
Im Rahmen der ersten Kreisreform in der DDR wurde der Landkreis zum 1. Juli 1950 aufgelöst und auf drei Nachbarkreise aufgeteilt:
- Die Stadt Bad Tennstedt sowie die Gemeinden Bruchstedt, Großvargula, Haussömmern, Hornsömmern, Kleinvargula und Mittelsömmern kamen zum Landkreis Erfurt.
- Die Gemeinde Freienbessingen kam zum Landkreis Sondershausen.
- Das gesamte übrige Kreisgebiet kam zum Landkreis Mühlhausen.

1952 kam es in der DDR zu einer umfangreichen Verwaltungsreform, bei der unter anderem die Länder der DDR ihre Bedeutung verloren und neue Bezirke eingerichtet wurden. Aus Gemeinden der Landkreise Erfurt, Gotha und Mühlhausen wurde ein neuer Kreis Langensalza gebildet, der dem Bezirk Erfurt zugeordnet wurde.
Nach der Wiedervereinigung der beiden deutschen Staaten wurde der Kreis 1990 im wiedergegründeten Land Thüringen zum Landkreis Langensalza, der bei der Kreisreform von 1994 fast vollständig im neuen Unstrut-Hainich-Kreis aufging. Einige Gemeinden fielen an den Wartburgkreis und an den Landkreis Gotha.

## Einwohnerentwicklung
| Jahr | Einwohner | Quelle |
| ---- | --------- | ------ |
| 1816 | 24.784    | [ 4 ]  |
| 1843 | 31.312    | [ 5 ]  |
| 1871 | 34.764    | [ 6 ]  |
| 1890 | 37.267    | [ 1 ]  |
| 1900 | 37.636    | [ 1 ]  |
| 1910 | 38.930    | [ 1 ]  |
| 1925 | 39.632    | [ 1 ]  |
| 1933 | 40.337    | [ 1 ]  |
| 1939 | 40.073    | [ 1 ]  |
| 1946 | 57.977    | [ 7 ]  |

## Landräte
- 1816–1834 Carl Ludwig von Berlepsch
- 1834–1838 August von Berlepsch auf Seebach
- 1838–1846 Hermann von Goldacker
- 1846–1848 Carl von Seebach
- 1849–1857 Theodor Albert von Breitenbauch
- 1857–1890 Rudolf von Marschall (1820–1890)
- 1890–1894 Wilhelm August Marschall von Altengottern
- 1894–1908 Friedrich von Platen-Hallermund (* 1860)
- 1908–1919 Ernst Emil Ludwig Küster
- 1919–1933 Fritz Fritzschen
- 1933–1934 Johannes Bierbach (* 1888) (kommissarisch)
- 1934–1937 Ernst Dreykluft (* 1898)
- 1938–1945 Heinz Späing (1893–1946)

## Kommunalverfassung
Der Landkreis Langensalza gliederte sich in Städte, in Landgemeinden und – bis zu deren Auflösung im Jahre 1928 – in Gutsbezirke. Mit Einführung des preußischen Gemeindeverfassungsgesetzes vom 15. Dezember 1933 sowie der Deutschen Gemeindeordnung vom 30. Januar 1935 wurde zum 1. April 1935 das Führerprinzip auf Gemeindeebene durchgesetzt. Eine neue Kreisverfassung wurde nicht mehr geschaffen; es galt weiterhin die Kreisordnung für die Provinzen Ost- und Westpreußen, Brandenburg, Pommern, Schlesien und Sachsen vom 19. März 1881.

## Städte und Gemeinden

### Stand 1939
Der Landkreis Langensalza umfasste im Jahre 1939 drei Städte und 38 Gemeinden:
| - Altengottern - Alterstedt - Bad Tennstedt, Stadt - Blankenburg - Bothenheilingen - Bruchstedt - Flarchheim - Freienbessingen - Großengottern - Großurleben - Großvargula - Großwelsbach - Grumbach - Haussömmern | - Henningsleben - Heroldishausen - Hornsömmern - Issersheilingen - Kammerforst - Kirchheilingen - Kleinvargula - Kleinurleben - Kleinwelsbach - Klettstedt - Langensalza, Stadt - Marolterode - Merxleben - Mittelsömmern | - Mülverstedt - Nägelstedt - Neunheilingen - Oppershausen - Schönstedt - Seebach - Sundhausen - Thamsbrück, Stadt - Tottleben - Ufhoven - Waldstedt - Weberstedt - Zimmern |

### Namensänderungen
- 1925 Tennstedt → Bad Tennstedt
- 1939 Kreis Langensalza → Landkreis Langensalza